# Squaliolus
Genre
Squaliolus est un genre de petits requins (22 cm) et qui se rencontre dans pratiquement tous les océans aux latitudes comprises entre le 48°N et le 40°S et à une profondeur de -200 à −1 200 m.

## Liste des espèces
Selon FishBase:
- Squaliolus aliae Teng, 1959 - Squalelet de Chine
- Squaliolus laticaudus Smith et Radcliffe, 1912 - Requin nain ou Squale nain

Selon ITIS:
- Squaliolus laticaudus Smith & Radcliffe in Smith, 1912 - Requin nain ou Squale nain